# Ferrari 625 F1
La Ferrari 625 F1 è la vettura con cui la Scuderia Ferrari corse il Campionato mondiale di Formula 1 1954 e parte del Campionato mondiale di Formula 1 1955. Strettamente derivata dalla 500 F2, venne affiancata dalla 553 F1 nel 1954 e sostituita dalla 555 F1 nel 1955.  Il nome dell'auto 625 rappresenta il volume del cilindro di 625 cc per cilindro del motore (625 x 4 cilindri = 2.500cc).

## Sviluppo
Dopo la parentesi delle Formula 2 nel 1952-53, nel 1954 si ricominciò a correre il mondiale con vetture di Formula 1. Rispetto al 1951, il nuovo regolamento della massima formula prevedeva un massimo di cilindrata a 2.500 cm³ per i motori aspirati e a 750 cm³ per i motori sovralimentati. Questa novità fu tuttavia accolta con molte riserve dai critici dato il divario di cilindrata con le precedenti Formula 1.
La Ferrari non si fece comunque cogliere impreparata in quanto stava lavorando sul nuovo motore da 2.500 cm³ già dal 1951 (il nuovo regolamento venne infatti divulgato con notevole anticipo) per dare vita nello stesso anno alla 625 F1. Questo nuovo propulsore era strettamente imparentato con quello della 500 F2, si trattava infatti di un 4 cilindri in linea con distribuzione bialbero che era stato sviluppato parallelamente al 2.000 cm³ da Formula 2. Il frazionamento era stato scelto dallo stesso Enzo Ferrari in accordo con Aurelio Lampredi che riteneva il 4 cilindri una configurazione più adatta alle nuove cilindrate imposte dal regolamento.
Le prime prove al banco, effettuate nella primavera del 1951, rivelarono la maggiore efficienza rispetto a un 12 cilindri di pari cilindrata: aveva più coppia, pesava 45 kg in meno, aveva un rapporto peso potenza migliorato del 15% e poteva contare sul 65% in meno di parti in movimento. La potenza era di 210 CV a 7.000 giri/min ma, modificando il rapporto di compressione, già all'inizio del 1954 sarebbe arrivata a 230 CV allo stesso regime per poi raggiungere i 245 CV alla fine dello stesso anno.
Nel complesso, la 625 F1 si dimostrò la logica evoluzione della gloriosa 500 F2. Oltre al motore, di cui abbiamo già parlato, e al telaio a longheroni e traverse, con la sua progenitrice condivideva l'impostazione generale della vettura che presentava i classici ammortizzatori Houdaille affiancati da un ponte De Dion al posteriore, il cambio a 4 marce in blocco col differenziale e un'accensione doppia a 2 magneti.
Tuttavia tra 1954 e 1955 la vettura fu sottoposta a varie modifiche atte a migliorarne il rendimento. Infatti la 625 F1 si rivelò poco potente e con problemi di assetto rispetto alle più performanti Mercedes W196 e Maserati 250F. Il motore fu più volte rivisto adottando parti di quello della 553 F1 e addirittura il basamento della 735 S in alcune occasioni. Anche il cambio venne sostituito ed ebbe 5 rapporti. Alla ricerca del migliore assetto venne spostata la balestra posteriore da sotto a sopra il differenziale e vennero adottate delle molle elicoidali all'anteriore in sostituzione di quelle a balestra.

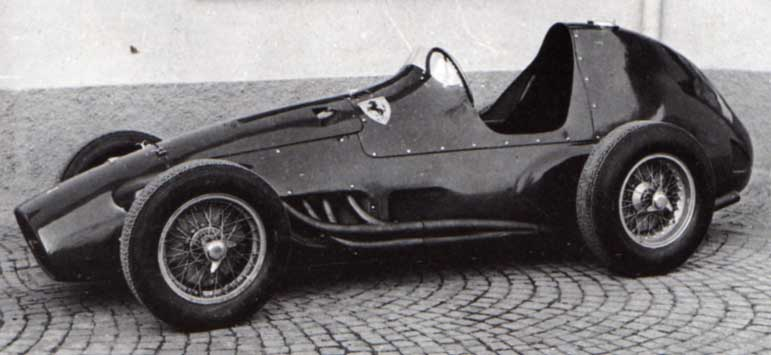
La versione con poggiatesta incorporato venne pilotata dal solo Umberto Maglioli

La 625 F1 si distinse anche per i primi studi aerodinamici compiuti dalla scuderia di Maranello su una Formula 1. Infatti, rispetto alla 500 F2, si presentava leggermente più avvolgente e alcuni organi meccanici, come i bracci delle sospensioni posteriori, erano ora completamente carenati. Anche il muso fu modificato adottandone uno più schiacciato verso il basso per garantire maggior penetrazione aerodinamica nei circuiti più veloci. In occasione del gran premio di Argentina del 1955 venne utilizzata in prova una particolare versione con poggiatesta carenato ma ebbe scarso successo.
Tuttavia il confronto con la Mercedes W 196, molto più moderna e avanzata, pilotata da Fangio non poté che tornare tutto a vantaggio della vettura tedesca. La 625 F1 era infatti lo specchio di un potenziale tecnico non paragonabile a quello della Mercedes. Ma nel suo complesso fu una macchina comunque competitiva e migliore sia della 553 che della 555 F1.

## Carriera Agonistica

Gran Premio d'Italia 1954: la Ferrari di Ascari insegue la Mercedes carenata di Fangio.

L'esordio della 625 F1 avvenne al Gran Premio di Bari del 1951 con alla guida Piero Taruffi, ma l'esordio della vettura definitiva avvenne al Gran Premio di Buenos Aires, in una gara di formula libera, nel 1953 dove Farina, Villoresi a Hawthorn si classificarono ai primi tre posti con la nuova monoposto. Poco più tardi Farina si ripeté a Rouen seguito da Hawthorn al 2º posto. Tuttavia l'anno che seguì non fu altrettanto fortunato per la 625 F1 che non riuscì a ripetere gli exploit della 500 F2 anche per via della concorrenza che aveva schierato macchine formidabili. Inoltre Ascari e Villoresi, che erano passati alla Lancia, vennero sostituiti da Gonzalez e Trintignant.
La prima gara della stagione 1954 si svolse sul circuito di Buenos Aires sotto la pioggia e vide la vittoria di Juan Manuel Fangio sulla nuova Maserati 250F. Tuttavia le Ferrari non sfigurarono classificando Farina 2°, Gonzalez 3° e Trintignant 4°. Hawthorn fu invece squalificato per partenza anticipata. Nel secondo appuntamento della stagione, in Belgio, Fangio, in procinto di passare alla Mercedes, si ripeté ancora una volta con la sua Maserati seguito da Trintignant e Moss, anche lui su Maserati.
Fu al gran premio di Francia che esordirono le potenti Mercedes W196 che conquistarono agevolmente una doppietta con Fangio e l'esordiente Karl Kling. In quell'occasione la Ferrari dovette accontentarsi del 3º posto di Robert Manzon dopo che tutte le altre 625 in gara erano state costrette al ritiro. Ma al gran premio di Gran Bretagna le cose andarono diversamente per la Ferrari che vinse con Gonzalez seguito da Hawthorn 2° e Trintignant 5°.
A partire dal gran premio di Germania la stagione fu tutta un monologo di Fangio che, a bordo della sua Mercedes, si rivelò imbattibile. Le 625, e anche le 553 che nel frattempo avevano fatto il loro esordio, dovettero accontentarsi dei piazzamenti ed inchinarsi alla superiorità del pilota argentino che a fine stagione risultò essere il valore aggiunto della casa di Stoccarda.
In occasione del gran premio d'Italia di quell'anno, Ascari tornò a pilotare una Ferrari grazie a Gianni Lancia che in occasione di quella gara, non potendo schierare le D50, concesse al pilota milanese di poter tornare al volante di una vettura della Scuderia di Maranello. A bordo di una 625 F1, fu costretto al ritiro per noie al motore dopo un duello con Fangio.

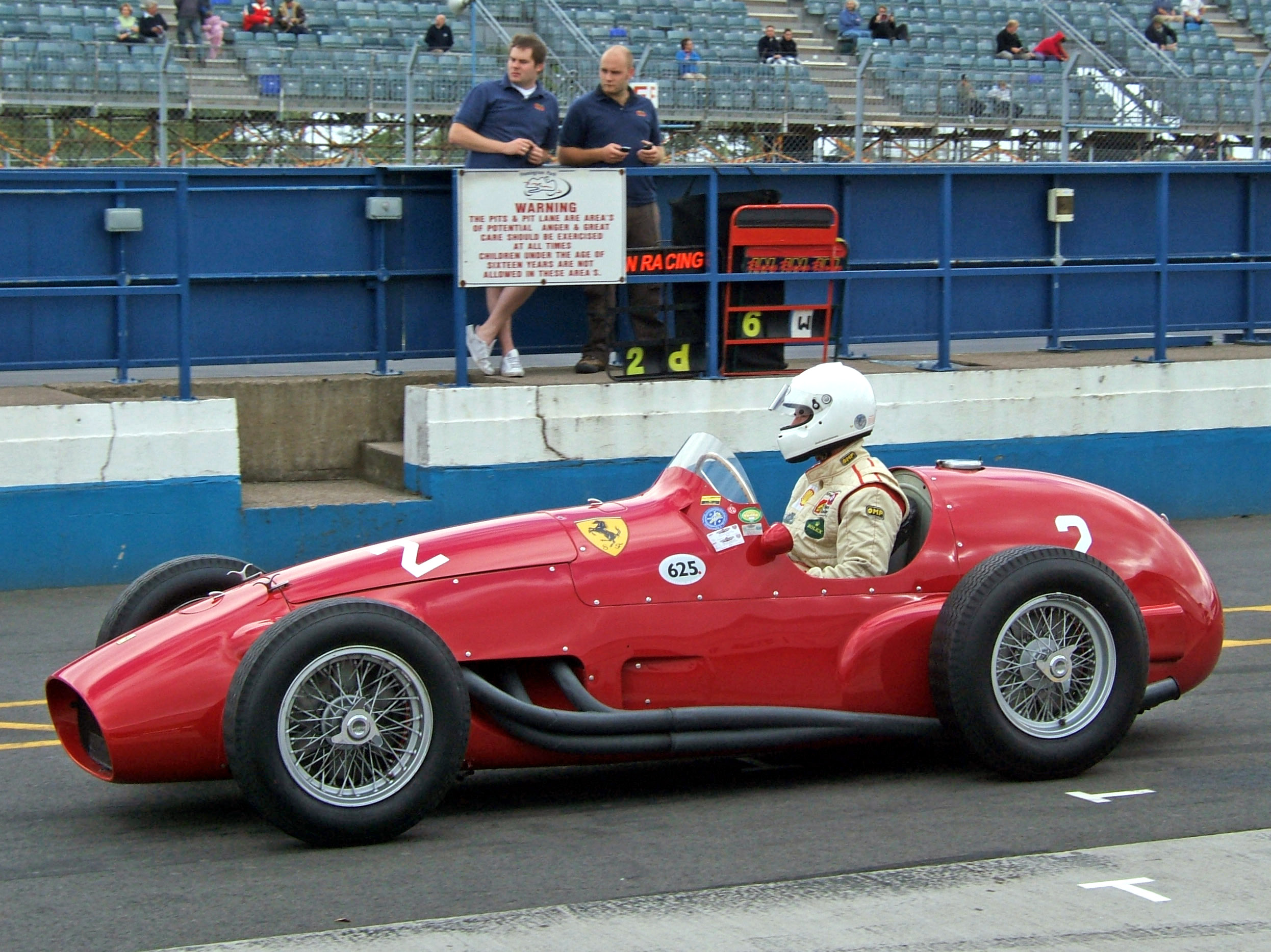
Una 625 nel 2007

Per il 1955 la vettura di punta della scuderia di Maranello sarebbe dovuta essere la nuova 555 F1 ma non fu così. La 625 F1 venne schierata ancora in tre gran premi dove si rivelò migliore della 555. In apertura di stagione, in Argentina, ottenne un 2º e un 3º posto dietro al vincitore che fu ancora una volta Fangio su Mercedes. Nell'appuntamento successivo a Monaco, la 625 centrò addirittura una vittoria con Trintignant che si trovò in testa dopo che Moss (Mercedes) e Ascari (Lancia) erano stati costretti al ritiro.
L'ultima gara ufficiale della 625 F1 fu al gran premio di Gran Bretagna dove però colse solo un sesto posto a 3 giri da Stirling Moss su Mercedes.

## Risultati Completi
| 1954 | Squadra          | Gomme | Piloti      | ARG           | 500 | BEL | FRA | GBR | GER      | SVI | ITA    | SPA | Punti         | CMP |
| ---- | ---------------- | ----- | ----------- | ------------- | --- | --- | --- | --- | -------- | --- | ------ | --- | ------------- | --- |
| 1954 | Scuderia Ferrari | E     | González    | 3*            |     |     |     | 1** | 2†       | 2*  | 3†/Rit |     | 25.14 (26.64) | 2°  |
| 1954 | Scuderia Ferrari | E     | Hawthorn    | SQ            |     | 4†  |     | 2** | 2†       | Rit | 2      |     | 24.64         | 3°  |
| 1954 | Scuderia Ferrari | E     | Trintignant | 4             |     | 2   | Rit | 5   | 3        | Rit | 5      |     | 17            | 4°  |
| 1954 | Scuderia Ferrari | E     | Farina      | 2             |     |     |     |     |          |     |        |     | 6             | 9°  |
| 1954 | Scuderia Ferrari | E     | Maglioli    | 9             |     |     |     |     |          |     | 3†     |     | 2             | 18° |
| 1954 | Scuderia Ferrari | E     | Ascari      |               |     |     |     |     |          |     | Rit*   |     | 1.14          | 25° |
| 1954 | Scuderia Ferrari | E     | Taruffi     |               |     |     |     |     | 6        |     |        |     | 0             | -   |
| 1954 | Ecurie Rosier    | D     | Rosier      | Rit           |     |     | Rit | Rit | 8        |     |        |     | 0             | -   |
| 1954 | Ecurie Rosier    | D     | Manzon      |               |     |     | 3   | Rit | 9        |     | Rit    | Rit | 4             | 15° |
| 1955 | Squadra          | Gomme | Piloti      | ARG           | MON | 500 | BEL | OLA | GBR      | ITA |        |     | Punti         | CMP |
| 1955 | Scuderia Ferrari | E     | Castellotti |               |     |     |     |     | 6† / Rit |     |        |     | 12            | 3°  |
| 1955 | Scuderia Ferrari | E     | Trintignant | 2† / 3† / Rit | 1   |     |     |     | Rit      |     |        |     | 11.33         | 4°  |
| 1955 | Scuderia Ferrari | E     | Farina      | 2† / 3†       | 4   |     |     |     |          |     |        |     | 10.33         | 5°  |
| 1955 | Scuderia Ferrari | E     | González    | 2†            |     |     |     |     |          |     |        |     | 2             | 17° |
| 1955 | Scuderia Ferrari | E     | Maglioli    | 3†            |     |     |     |     |          |     |        |     | 1.33          | 21° |

- * Giro più veloce in gara (1 punto)
- ** Più piloti hanno fatto segnare il giro più veloce in gara, dividendosi il punto a loro dovuto.
- † Posizione conquistata da più piloti che si sono avvicendati nella gara sulla stessa auto.
- Nel conteggio punti per il Campionato valgono solo i migliori 4 risultati. Nella colonna Punti sono indicati i punti effettivamente validi per il Campionato, tra parentesi i punti totali conquistati.